# Junta Governativa Provisória de 1930
A Junta Governativa Provisória de 1930, também conhecida como Primeira Junta Militar ou Junta Pacificadora, foi um triunvirato governamental militar composto por:
- General Augusto Tasso Fragoso;
- Almirante José Isaías de Noronha;
- General João de Deus Mena Barreto.

Assumiram o governo brasileiro de 24 de outubro (dia em que Washington Luís foi deposto) a 3 de novembro de 1930 (data da posse de Getúlio Vargas), impedindo a posse de Júlio Prestes, que ocorreria no dia 15 de novembro.
O presidente, inicialmente recusando a renúncia, decidiu entregar-se por influência do cardeal Sebastião Leme, enviado ao Palácio Guanabara pelo deputado Maurício de Lacerda. Preso no Forte de Copacabana, Washington Luís partiria para o exílio pouco tempo depois, em 20 de novembro.
Getúlio Vargas, quando da deposição do presidente, encontrava-se em Ponta Grossa junto ao estado-maior revolucionário. As notícias sobre a ascensão da junta foram recebidas com receio, dado que não sabia-se, àquela altura, se os militares aceitariam entregar o poder aos revoltosos.
Ignorando a ordem de cessar-fogo imposta pela junta, Vargas continuou a avançar em direção a São Paulo, recebendo no dia 25 de outubro um pedido dos militares para ir imediatamente ao Rio de Janeiro para buscar solucionar o impasse. Temendo a prisão, o chefe revolucionário recusou-se, propondo o envio de emissários da junta a Ponta Grossa e corroborando seu objetivo de avançar até a capital da República.
A junta finalmente convidou Getúlio para tomar posse como presidente da República, o que aconteceu em 3 de novembro, inaugurando o Governo Provisório de Vargas.

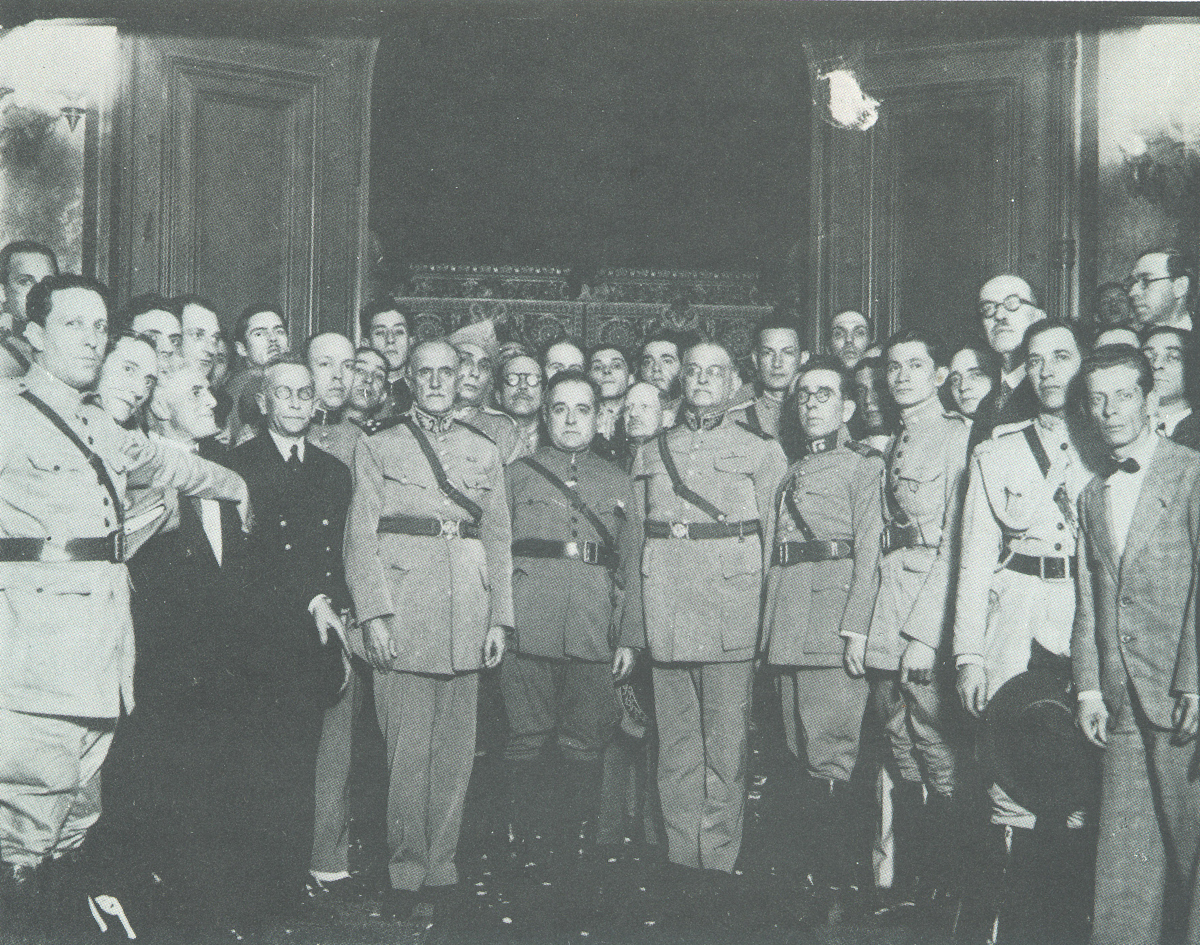
Getúlio Vargas com a junta militar brasileira de 1930, provavelmente novembro de 1930.

## Decretos
A junta assinou nove decretos, todos assinados pelos 3 integrantes. O primeiro ainda foi assinado pelo general José Fernandes Leite de Castro, Ministro da Guerra. Afrânio de Melo Franco, Ministro da Justiça, também coassinou dois decretos junto com a trina (ns. 19 389 e 19 392). 
Destaque para o de nº 19 385, que revogou extensão de feriado até 30 de novembro determinada nos decretos de ns. 19 375 e 19 383 (este, o último decreto de Washington Luís), assinados em 20 e 22 de outubro, respectivamente. O feriado citado nestes era o criado por Washington pelo decreto nº 19 352, de 6 de outubro (data do decreto) a 21 de outubro, em razão das "circumstancias graves creadas para o Brasil pela subversão da ordem publica em alguns Estados da Federação e considerando que é dever do Poder Executivo zelar pelos supremos interesses da Nação". O decreto nº 19 385 também suspendia "pelo prazo de 30 dias a exigibilidade de quaisquer obrigações conferenciais, inclusive contratos de Bolsas de mercadorias, e bem assim das prestações de capital e juros de dívidas hipotecárias e pignoratícias pagáveis no território nacional". O decreto nº 19 387 permitia operações financeiras pelos bancos, nacionais ou não, mas ratificava a exclusividade do Banco do Brasil na compra de letras de exportação, lhe dando o direito de fornecer cobertura aos demais bancos. Quatro dos decretos, incluindo o primeiro, se referiam a desincorporar reservistas convocados por decretos do governo anterior. O nº 19 386 determinou o fim da ocupação da Rede Sul-Mineira, que estava sob direção imediata da Inspectoria Federal das Estradas, conforme o revogado decreto nº 19 356. O último abria crédito extraordinário (1600 contos de réis) para que o DNSP mantivesse serviços de combate à malária.
O primeiro decreto do presidente Getúlio, coassinado por José Fernandes, foi o nº 19 393, de 5 novembro, cuja ementa era: "Manda incorporar, temporariamente, ao Exército ativo as unidades patrióticas e estaduais". O Decreto nº 19.398, de 11 de novembro de 1930, que instituiu o Governo Provisório da República dos Estados Unidos do Brasil, teve a assinatura, dentre outros, de José Isaias.
- Decreto nº 19.384 (25/10)[14]

Manda desincorporar os reservistas convocados

    A Junta Governativa da República dos Estados Unidos do Brasil resolve mandar desincorporar os reservistas de primeira e segunda categorias convocados por decreto de 5 do corrente, observando-se a ordem seguinte :
   Primeira turma - de 27 a 30 anos;
   Segunda turma - de 24 a 26 anos;
    Terceira turma - de 21 a 23 anos.
- Decreto nº 19 385 (27/10)[15]

Revoga os decretos ns. 19 375 e 19 383, respectivamente, de 20 e 22 do corrente, e dá outras providências

    A Junta Governativa Provisória, constituída para corresponder ao sentimento geral da Nação, amparada nas classes armadas, considerando a necessidade urgente de normalizar a vida nacional; e de por termo à confusão criada pelos recentes decretos promulgados pelo Governo deposto, resolve:
   Art. 1º Ficam revogados o decreto n. 19 375, de 20 de outubro corrente, que prorrogou até 30 de novembro próximo o chamado feriado decretado pelo, de n. 19 352, de 6 de outubro, e bem assim o decreto n. 19 383, de 22 de outubro, que determinou ficassem suspensos até 30 de novembro todos os atos impraticáveis nos dias feriados por lei.
   Art. 2º Fica suspensa pelo prazo de 30 dias a exigibilidade de quaisquer obrigações conferenciais, inclusive contratos de Bolsas de mercadorias, e bem assim das prestações de capital e juros de dívidas hipotecárias e pignoratícias pagáveis no território nacional.
   § 1º Esse prazo se contará da data do vencimento das obrigações mencionadas neste artigo, desde que este vencimento ocorra da data da publicação deste decreto até 30 de novembro próximo.
   § 2º Para as obrigações da mesma natureza que se venceram anteriormente no período de 3 a 27 de outubro corrente, o prazo da prorrogação, ora concedida, se contará da data do vencimento já verificado.
   § 3º Esta prorrogação não atinge as obrigações da mesma natureza que, vencidas até o dia 2 de outubro corrente, deixaram de ser protestadas por falta de aceite ou de pagamento, em consequência do decreto n. 19 352, de 6 de outubro corrente, ficando livre aos interessados tirarem validamente os respectivos protestos, para conservação ou ressalva dos seus direitos.
   Art. 3º Em consequência da providência constante do artigo anterior, ficam suspensos os recursos em garantia e as prescrições dos títulos compreendidos na disposição do mesmo artigo, e os protestos dos quais decorrerão os prazos desses recursos e dessas prescrições só serão tirados a partir do termo da prorrogação concedida,
   Art. 4º Não se incluem nessa suspensão:
   1º, as retiradas de depósitos bancários e saldos de contas correntes, que não vençam juros;
   2º, as retiradas de depósitos bancários e saldos de contas correntes, que vençam juros, até 33% da respectiva importância, por quinzena;
   3º, os contratos e depósitos dos bancos entre si, que vencerem juros, desde que as retiradas não excedam a 33% da respectiva importância, por quinzena;
   4º, as retiradas, mesmo excedentes, da percentagem acima fixada, efetuadas por industriais, comerciantes e lavradores que tenham de pagar operários, até o limite da respectiva folha de pagamento, de adquirir matéria prima, ou de pagar fretes e transportes, segundo a média mensal anterior a 3 de outubro corrente.
   Art. 5º Os efeitos desta lei não abrangem:
   a) as obrigações contraídas depois de sua publicação;
   b) os devedores, que praticarem quaisquer dos atos mencionados nos ns. 2 a 6 da lei n. 5 746, de 9 de dezembro de 1929.
   Art. 6º Os títulos que não vençam juros convencionais ficarão sujeitos ao de 10% ao ano, durante o prazo da prorrogação ora concedida.
   Art. 7º Constitue matéria relevante para excluir a declaração de falência, em qualquer parte do território nacional, a prova dada por qualquer devedor de que sua impontualidade resultou da moratória concedida por esta lei a um ou mais dos seus devedores
   Art. 8º São válidos os contratos, escrituras e atos judiciais praticados durante os dias feriados, a que se referem os decretos mencionados no art. 1º.
   Art. 9º Esta lei entrará em vigor a contar da data de sua publicação; e o respectivo texto será transmitido telegraficamente aos presidentes e governadores em efetivo exercício em todos os Estados da República, para que seja aí publicado e entre em execução no mesmo dia.

    Art. 10. Revogam-se as disposições em contrário.
- Decreto nº 19 386 (27/10)[16]

Declara sem efeito o decreto n. 19 356, de 7 do corrente que determinou a ocupação da Rede Sul Mineira

    A Junta Governativa da República dos Estados Unidos do Brasil resolve :

    Artigo único. Fica declarado sem efeito, a partir desta data, o decreto n. 19.356, de 7 do corrente, que determinou sobre a ocupação da Rede Sul Mineira, que voltará ao seu regime contratual.
- Decreto nº 19.387 (27/10)[17]

Será permitido aos bancos, nacionais e estrangeiros, realizar operações bancárias, exceto as de compra de letras de exportação, que ficam a cargo exclusivo do Banco do Brasil.

    A Junta Governativa da República dos Estados Unidos do Brasil resolve:
   Art. 1º Na vigência do prazo de que trata o art. 2º do decreto n. 19.385, de hoje, será permitido aos bancos nacionais e estrangeiros realizar operações bancárias, exceto as de compra de letras de exportação, que ficam a cargo exclusivo do Banco do Brasil.

    Parágrafo único. O Banco do Brasil poderá fornecer coberturas aos demais bancos, necessárias a atender aos seus clientes, até o limite diário de £ 1 000 para cada banco, cabendo ao Banco do Brasil prefixar a taxa de câmbio para as respectivas remessas.
- Decreto nº 19 388 (28/10)[18]

A Junta Governativa da República dos Estados Unidos do Brasil resolve mandar desincorporar os reservistas navais de 1º categoria do Regimento Naval, convocados pelo decreto n. 19 359, de 8 de outubro de 1930.
- Decreto nº 19 389 (1º/11)[19]

A Junta Governativa Provisória, constituída para corresponder ao sentimento geral da Nação, amparada nas classes armadas, resolve desincorporar, desde já, todos os reservistas da Polícia Militar e do Corpo de Bombeiros do Distrito Federal convocados, respectivamente, pelos decretos ns. 19 361, de 9 de outubro, e 19 374, de 20 de outubro do corrente ano.
- Decreto nº 19 390 (1º/11)[20]

A Junta Governativa Provisória, constituída para corresponder ao sentimento geral da Nação, amparada nas classes armadas, resolve desincorporar, desde já, todos os reservistas de 1ª e 2ª categorias convocados pelo decreto n. 19 351, de 5 de outubro próximo passado.
- Decreto nº 19 391 (1º/11)

- Decreto nº 19. 392 (1º/11)[21]

A Junta Governativa Provisória, usando da autorização contida no § 1º do art. 80 do decreto n. 4 536, de 28 de janeiro de 1922, e depois de ouvido o Tribunal de Contas, nos termos do art. 94 do Regulamento Geral de Contabilidade Pública, resolve abrir, ao Ministério da Justiça e Negócios Interiores, o crédito extraordinário de mil e seiscentos contos de réis (1.600:000$000), para que o Departamento Nacional de Saude Pública fique habilitado com os meios necessários para manter os serviços de combate à febre amarela e os de defesa contra aquele mal e outro qualquer surto epidêmico no Distrito Federal e nos Estados, durante o corrente ano.